# Обыкновенная лазоревка
Обыкнове́нная лазо́ревка, или зелёная лазо́ревка, или просто лазо́ревка, или синяя синица (лат. Cyanistes caeruleus), — небольшая синица с ярким голубовато-жёлтым оперением, широко распространённая в субтропическом, умеренном и субарктическом поясе Европы и Западной Азии. В дикой природе обитает преимущественно в лиственных и смешанных лесах, особенно дубовых и берёзовых. Хорошо адаптировалась к условиям культивируемых ландшафтов и нередко селится в садах и парках, где её часто можно встретить возле кормушек. В Западной Европе нередко образует городские популяции. Не пуглива и подпускает к себе человека на достаточно близкое расстояние.
В сезон размножения питается преимущественно животными кормами — насекомыми и пауками. Осенью и зимой часть рациона составляют семена и другая растительная пища. Гнездится в дуплах деревьев, охотно занимает искусственные дуплянки.
Популяции Канарских островов, заметно отличающиеся от остальных особенностями окраски и поведенческими характеристиками,  рассматриваются как отдельный вид Cyanistes teneriffae.

## Описание
Мелкая синица с коротким тонким клювом и относительно коротким хвостом. Размерами значительно уступает большой синице, однако немного крупнее московки — длина тела 11—12 см, масса 7,5—14,7 г. В окрасе заметно отличается от других видов синиц, прежде всего, сине-лазоревой шапочкой и тёмно-синими тонкими полосками по обеим сторонам клюва, которые проходят через глаза и далее смыкаются на затылке. Ещё одна тёмно-синяя полоса проходит вокруг шеи, образуя подобие ошейника. Щёчки и лоб белые; затылок, крылья и хвост голубовато-синие. Спина, как правило, оливково-зелёная, однако может иметь различные оттенки в зависимости от района обитания. Низ зеленовато-жёлтый, внизу имеется небольшая тёмная продольная полоса. Клюв чёрный, ноги сизо-серые.
Самки в среднем несколько менее контрастные, чем самцы, однако в остальном ничем от них не отличаются. У молодых птиц окраска более тусклая, в целом желтовато-зелёная. Голубая шапочка отсутствует, верх головы и щёчки серовато-бурые, лоб, брови и затылок бледно-жёлтые. Верх имеет более серые тона, без ярко выраженного чёрного и тёмно-синего оттенков. Низ скорее зеленовато-белый, нежели чем жёлтый.
Очень подвижная птица, быстро перепархивает с ветки на ветку и зачастую свисает вниз головой, сидя на кончиках тонких веток. Полёт волнообразный и быстрый, с частыми взмахами крыльев.
Вокализация заметно отличается от других синиц и выделяется богатым репертуаром. Песня обычно начинается с небольшой двух- или трёхсложной позывки «ци-ци», после которой раздаётся звонкая, похожая на звук колокольчика трель «ци-ци-циррррзь», обычно состоящая из 5-15 звеньев. Иногда издаёт довольно картавое стрекотание, похожее на позывки хохлатой синицы — «цитертэ-тэ-тэ…». При общении с другими птицами издаёт короткое «цит», которое может повторяться несколько раз подряд.

## Распространение

### Ареал
В Европе встречается практически во всех странах, однако отсутствует в Исландии, на севере Шотландии, высокогорных районах Альп и возможно Балкан, а также северных регионах Скандинавского полуострова и России. До 1963 года обитала на Внешних Гебридах. В Норвегии на север поднимается до 67-й параллели, в Швеции и Финляндии до 65-й параллели. На западных рубежах России граница ареала проходит севернее Карельского перешейка (62° с. ш.), однако затем постепенно смещается к югу и в Башкирии у подножий Уральского хребта не встречается севернее 58-й параллели. Восточная граница ареала достаточно сложная и, по всей видимости, подвержена колебаниям — в последние годы поселения лазоревки были отмечены в лесостепной зоне Южной Сибири и на восток почти достигали Иртыша. На юге распространена в Азии до северной Сирии, северного Ирака и Ирана (горы Загрос и южное побережье Каспия).

### Место обитания
Населяя достаточно обширную область с разнообразными ландшафтами, лазоревка приспособилась к широкому спектру биотопов, общим признаком которых служит наличие лиственных пород деревьев. В Европе наибольшей численности достигает в лиственных либо смешанных лесах, обычно с доминированием дуба и берёзы. При этом встречается как в глубине леса, так и на его окраинах, опушках, в небольших рощах, поросших ивой поймах рек, лесопосадках, садах и парках, и даже пустошах с редкими деревьями. Не сторонится человека и в ряде случаев образует городские популяции. Тем не менее, в сравнении с большой синицей плотность заселения на культивируемых ландшафтах у лазоревки заметно ниже, нежели чем в лесу — это объясняют большей зависимостью этого вида от наличия старых деревьев.
В Северной Африке встречается в горных широколиственных лесах с участием дубов: пробкового (Quercus suber), португальского (Quercus faginea), каменного (Quercus Ilex), а также в Марокко и Ливии кедра и можжевельника. Южнее в ряде случаев проникает в оазисы Сахары. На засушливых канарских островах Лансароте и Фуэртевентура держится среди низкорослых зарослей гребенщика и финиковых пальм, на других островах в различных биотопах с участием разнообразной древесной растительности. В странах восточного Средиземноморья и Иране населяет горные леса, поросшие дубом, а в Иордании и Сирии сосной или кедром. В засушливых районах держится в пойменных лесах вдоль речных долин. В горах встречается в Альпах до 1540—1700 м, в Пиренеях до 1800 м, на Кавказе до 3500 м, в горах Загрос до 2040 м над уровнем моря.

### Характер пребывания
В южных и центральных частях ареала оседла, в северных в зимнее время откочёвывает к югу и западу. Также возможны небольшие вертикальные миграции в горной местности. Миграции нерегулярные и во многом зависят от доступности кормов и погодных условий. Кроме того, молодые, не достигшие половой зрелости птицы более склонны к перемещению, нежели более старые. Расстояние перелёта варьирует в значительной степени — например, в Великобритании оно обычно не превышает 28 км от мест гнездовий, тогда как на побережье Балтийского моря в районе Калининграда были отмечены дальние миграции на юг Испании и Италии, что превышает 2000 км. Пик осеннего отлёта приходится на конец сентября. Массовые инвазии, то есть расселение в новые места обитания, у лазоревки случаются гораздо реже, чем у некоторых других синиц. Иногда такой исход может продолжаться в течение нескольких лет подряд, а после не происходить десятилетия. В сезон размножения держится парами, часто сбиваются в смешанные стаи вместе с большой и длиннохвостой синицами, желтоголовым корольком и обыкновенной пищухой, причём лазоревки выделяются среди них различными кувырками на тонких ветках.

## Размножение
Как и у большинства мелких птиц, половая зрелость наступает через год после рождения. Сезон размножения проходит с апреля по конец июня, однако уже в середине января смешанные стайки синиц начинают распадаться, и у птиц проявляются территориальные инстинкты. К началу февраля самцы определяют место гнездования и становятся агрессивными по отношению к находящимся поблизости потенциальным соперникам. Добиваясь расположения партнёрши, самцы поют, порхают как бабочки, плавно парят с распущенными крыльями и хвостом, высоко взлетают и делают резкие нырки вниз. Иногда они ритуально танцуют перед партнёршей, пригибаясь к земле, показывая свой хохолок и распуская перья крыльев и хвоста. Образование пары обычно знаменуется обоюдным пением. Как правило, лазоревки моногамны и сохраняют верность в течение многих лет, однако в случае высокой плотности нередки случаи и полигинии. Так, исследование, проведённое в Бельгии, показало, что 10,8 % самцов одновременно имели связь с двумя или тремя самками.
В середине апреля самка самостоятельно приступает к строительству гнезда. Оно обычно располагается в дуплах и пустотах дерева, часто с узким (25—30 мм в диаметре) отверстием и достаточно высоко от поверхности земли. Иногда используются старые гнёзда дятлов и других птиц. Как правило, дупло не требует дополнительного расширения, однако в случае необходимости птица способна увеличить его вместимость, выщипывая изнутри гнилую древесину. Реже гнездо устраивается в щелях пней, в земляной норе, расщелинах каменных стен или нишах искусственных сооружений — дорожных знаков, наружных почтовых ящиков и т. п. Лазоревки охотно занимают и искусственные дуплянки, конкурируя в этом с домовым воробьём или большой синицей — чтобы последняя не могла воспользоваться сооружением, размер летка должен быть не более 26—28 мм в диаметре. Гнездо чашеобразное, состоит из кусочков мха, тонких щепок коры, сухой травы, перьев и шерсти.
В сезон обычно две кладки, хотя в некоторых регионах, в частности в Великобритании, Германии, Марокко и на Корсике яйца откладываются лишь однажды. Первая кладка обычно приходится на начало — середину мая, повторная на вторую половину июня. Количество яиц варьирует в зависимости от биотопа и максимальной численности, 7—13 яиц, достигает в листопадных дубовых лесах Западной Европы. В смешанных и вечнозелёных лесах размер кладки ниже — 6—8 яиц, а в пригородах и городской черте ещё ниже (это объясняют большим количеством экзотических растений, и следовательно меньшим количеством насекомых). Большие кладки, содержащие до 18 яиц, свидетельствуют об использовании гнезда двумя самками. Яйца типичные для всех синиц и внешне трудноотличимы от других близких видов — имеют гладкую, немного блестящую скорлупу, основной белый фон и многочисленные ржавчатые пятна и крапины, более густые со стороны тупого конца. Размеры яиц (14—18) x (10.7—13.5) мм, вес 0,87—1,16 г. Насиживание начинается с последнего яйца, насиживает только самка в течение 12—16 дней, в то время как самец кормит её 1—2 раза в час. При приближении к дуплу пришельца птицы шипят, как змеи, либо жужжат, как осы. Изредка самка прикрывает яйца пухом и сама вылетает в поисках корма.
Птенцы появляются асинхронно в течение нескольких дней, в первое время они беспомощны и у них отсутствует какой-либо пух. Первые 4—6 дней корм приносит только самец, а самка в это время находится в гнезде и обогревает потомство. Через 8 дней оба члена пары уже в равной доле принимают участие в кормлении молодняка. В случае полигинии, когда самец поочерёдно посещает несколько гнёзд, его участие в воспитании потомства заметно снижается до 20—30 %. Период оперения занимает 16—23 дня, после чего птенцы покидают гнездо и начинают самостоятельно добывать себе корм. Первые слётки появляются в начале июня, лётные птенцы второго помёта в конце июля.

## Питание
Бо́льшую часть рациона (около 80 %) составляют животная пища, в основном мелкие, до 1 см длиной насекомые и их личинки, а также паукообразные. Конкретный набор кормов может различаться в зависимости от доступности в данной местности и в данное время. В начале сезона размножения, когда деревья только покрываются зеленью и гусеницы отсутствуют либо очень мелкие, до 75 % всей добычи составляют пауки. Когда масса гусениц увеличивается до 10—12 мг, птицы быстро переключаются на этот тип добычи. В больших количествах уничтожаются лесные вредители, в том числе волосатые гусеницы непарного шелкопряда, а также тля, клопы и другие полужесткокрылые. Охотно употребляются в пищу гусеницы бабочек-листовёрток и личинки пилильщиков. Также ловятся летающие насекомые (мухи, осы, сетчатокрылые), жуки, муравьи, сенокосцы, некоторые многоножки.
Осенью и зимой возрастает роль растительных кормов, в первую очередь семян сосны, кипарисовика, ели, тиса, ясеня, берёзы, бука, клёна, дуба, самшита. По наблюдениям в Ленинградской области, птицы находят торчащие из снега стебли лугового и фригийского васильков. Лазоревки слетаются и к птичьим кормушкам, особенно часто в годы плохого урожая семян. Здесь они питаются семенами подсолнечника, арахисом, несолёным салом и остатками пищи. Ещё в 1950-е годы в Великобритании было отмечено, что синицы кормятся из оставленных пакетов молока, проделывая клювом дырку и собирая сливки.
В поисках пищи лазоревка тщательно и проворно обследует крону лиственных деревьев (прежде всего дуба) и кустарников. Изредка кормится на земле, разыскивая насекомых и опавшие семена растений. В зимнее время часто концентрируется в зарослях ивы и тростника по берегам водоёмов, разыскивая спрятавшихся насекомых в засохших стеблях.

## Систематика и подвиды
Обыкновенная лазоревка была научно описана Карлом Линнеем в 10-м издании его Системы природы в 1758 году. Тогда же виду было присвоено научное название Parus caeruleus — лазоревки относились к роду синиц, а под названием Cyanistes обозначался подрод, в который были объединены виды со схожими морфологическими признаками. Эта классификация до настоящего времени используется рядом специалистов, в том числе и российских. В первой половине 2000-х годов американскими орнитологами были проведены генетические исследования, показавшие различия в строении мтДНК у лазоревок и остальной части семейства, что дало основание для выделения Cyanistes в отдельный род.
На относительно небольшой площади лазоревка демонстрирует достаточно большую изменчивость. В настоящее время известны 9 подвидов, обитают исключительно в Европе и Азии. Ранее выделявшаяся  подгруппа teneriffae, выделена в самостоятельный вид, который включает в себя подвиды Северной Африки и Канарских островов. Вид Cyanistes teneriffae. Основным аргументом такого разделения служит тот факт, что в дополнение к генетическим особенностям имеется и значительное расхождение в поведении и вокализации — птицы европейских популяций не отвечают на позывки птиц teneriffae. Проблему окончательного разделения представляет подвид C. t. ultramarinus, обитающий на севере Африки и обладающий промежуточными характеристиками между канарскими и евро-азиатскими видами.
В восточной части ареала, где обыкновенная лазоревка распространена наряду с белой, нередки случаи гибридизации между этими двумя видами. Потомство, которое обладает промежуточными характеристиками и именуется лазоревка Плеске — Cyanistes × pleskei. В конце XIX — начале XX века гибридных особей ошибочно рассматривали в качестве самостоятельного вида.

### Подвиды
Представители этой группы так или иначе имеют сходство с номинативным подвидом. Разница выражается главным образом в интенсивности голубого и жёлтого оттенков.
Выделяют 9 подвидов:
- C. c. caeruleus (Linnaeus, 1758) — Северная, Центральная и Восточная Европа, Южная и Северная Испания, Италия, Северная и Центральная Греция, западные и северные районы Малой Азии.
- C. c. obscurus (Pražák, 1894) — Британские острова.
- C. c. balearicus (Jordans, 1913) — Майорка
- C. c. ogliastrae (Hartert, 1905) — Южная часть Пиренейского полуострова, Корсика, Сардиния.
- C. c. calamensis (Parrot, 1908) — Южная Греция, Киклады, Крит, Родос.
- C. c. orientalis Zarudny & Loudon 1905 — Долина Волги, Южный и Средний Урал.
- C. c. satunini Zarudny, 1908 — Крым, Кавказ, Восточная Турция, Северная Иордания, Северо-Западный Иран. Также возможно Юго-Восточная Турция, Северо-Западная Сирия и Северный Ирак.
- C. c. raddei Zarudny, 1908 — Северный Иран.
- C. c. persicus (Blanford, 1873) — Юго-Западный Иран.

## Иное
В 2020 году утвержден официальный природный символ Дзержинского района Минской области Беларуси — Обыкновенная лазоревка.